# Kodak DCS Pro SLR/c
Kodak DCS Pro SLR/c — профессиональный цифровой зеркальный фотоаппарат, выпускавшийся компанией «Истмэн Кодак» в 2004 — 2005 годах. Обладает байонетом Canon EF и совместим со всеми объективами Canon EF, а также объективами Sigma с байонетом EF. Матрица фотоаппарата имеет размер 36 × 24 мм, что позволяет использовать объективы без пересчёта фокусного расстояния. Разрешение более 13 млн пикселей стало рекордным для фотоаппаратов с байонетом Canon EF до выхода модели Canon EOS-1Ds Mark II в конце 2004 года. Kodak DCS Pro SLR/c оказался последним цифровым зеркальным фотоаппаратом компании «Кодак».

## История
В 1990-х годах «Кэнон» и «Кодак» совместно разработали несколько моделей профессиональных цифровых зеркальных фотоаппаратов: фотоаппарат Canon EOS-1N был совмещён с цифровыми задниками Kodak, которые отвечали за фиксирование изображения на ПЗС-матрицу, его обработку и запись на цифровой носитель. Эти модели продавались обеими компаниями под собственными названиями, например Canon EOS D2000 также известен как Kodak DCS 520. В 2003 году «Кодак» выпустила собственную модель — Kodak DSC Pro 14n, которая базировалась на Nikon F80 и имела байонет F. Её дальнейшим развитием стала основанная на Nikon N80 модель Kodak DCS Pro SLR/n, представленная в феврале 2004 года, а спустя месяц, 18 марта 2004 года, была представлена родственная модель Kodak DCS Pro SLR/c, предназначенная для владельцев объективов с байонетом Canon EF.
Как и при разработке предыдущих моделей, при создании DCS Pro SLR/c инженеры «Кодак» не стали проектировать фотоаппарат самостоятельно, а воспользовались опытом известного производителя зеркальных фотоаппаратов. Корпус и органы управления DCS Pro SLR/c позаимствованы у моделей японской компании «Сигма»: SA9, SD9, SD10, — а совместимость с объективами Sigma с байонетом Canon EF заявлена официально. Матрица у новой модели — такая же, как у DCS Pro SLR/n, скорость съёмки и форматы сохраняемых файлов — идентичны.
Всего через год с небольшим после анонса, 31 мая 2005 года, «Кодак» объявила о прекращении выпуска DCS Pro SLR/c.

## Комплект поставки
В комплекте с фотоаппаратом прилагаются:
- крышка байонета,
- зарядное устройство (может использоваться как адаптер переменного тока),
- литий-ионный аккумулятор,
- адаптер (псевдобатарея для питания фотоаппарата от зарядного устройства),
- кабель Firewire,
- шейный ремень и ремень на запястье,
- ПО, документация и инструкция пользователя.